# Ріка Пістинька з прибережною смугою (Косівський район)
Ріка́ Пі́стинька з прибере́жною сму́гою — гідрологічний заказник місцевого значення в Україні. Розташований у межах Косівського району Івано-Франківської області. Простягається від верхів'їв до північної околиці села Микитинці. 
Площа 845 га. Статус надано згідно з розпорядженням облдержадміністрації від 15.07.1996 року № 451. Перебуває у віданні Косівської райдержадміністрації. 
Статус надано з метою збереження природних комплексів та підтримки екологічної рівноваги річки Пістиньки в її середній та верхній течії. 
- На річці Пістинці в селі Шешори розташована гідрологічна пам'ятка природи «Шешорський водоспад» (Сріблясті водоспади).